# A magyar labdarúgó-válogatott mérkőzései 2023-ban
Ez a magyar labdarúgó-válogatott 2023-as mérkőzéseiről szóló cikk. A válogatottnak két felkészülési mérkőzése ismert, valamint a 2024-es labdarúgó-Európa-bajnokság selejtezőjének G csoportjában szerepel, ahol 8 mérkőzést játszik.

## Eredmények
Győzelem
      Döntetlen
      Vereség
Az időpontok magyar idő szerint, zárójelben helyi idő szerint értendők.
977. mérkőzés – felkészülési mérkőzés
| 2023. március 23. 19:30 |

| Magyarország            | 1–0                         | Észtország             |
| ----------------------- | --------------------------- | ---------------------- |
| Ádám 41' Szoboszlai 58' | (1–0) Jegyzőkönyv Részletek | 70' Baranov 81' Tunjov |

| Puskás Aréna, Budapest Nézőszám: 41 000 Játékvezető: Walter Altmann (osztrák) |

978. mérkőzés – 2024-es Eb-selejtező
| 2023. március 27. 20:45 |

| Magyarország                      | 3–0                         | Bulgária |
| --------------------------------- | --------------------------- | -------- |
| Vécsei 7' Szoboszlai 26' Ádám 39' | (3–0) Jegyzőkönyv Részletek |          |

| Puskás Aréna, Budapest Nézőszám: 60 000 Játékvezető: Halil Umut Meler (török) |

979. mérkőzés – 2024-es Eb-selejtező
| 2023. június 17. 18:00 |

| Montenegró                                        | 0–0                   | Magyarország           |
| ------------------------------------------------- | --------------------- | ---------------------- |
| Vešović 15' Vujačić 34' Raičković 63' Savić 90+4' | Jegyzőkönyv Részletek | 50' Sallai 70' Csoboth |

| Városi stadion, Podgorica Nézőszám: 8000 Játékvezető: Jesús Gil Manzano (spanyol) |

980. mérkőzés – 2024-es Eb-selejtező
| 2023. június 20. 20:45 |

| Magyarország                                        | 2–0                         | Litvánia                                |
| --------------------------------------------------- | --------------------------- | --------------------------------------- |
| Varga B. 32' Sallai R. 83' Orbán 54' Szoboszlai 88' | (1–0) Jegyzőkönyv Részletek | 39' Uzėla 50' Tutyškinas 57' Jankauskas |

| Puskás Aréna, Budapest Nézőszám: 58 269 Játékvezető: António Nobre (portugál) |

981. mérkőzés – 2024-es Eb-selejtező
| 2023. szeptember 7. 20:45 |

| Szerbia               | 1–2                         | Magyarország                                      |
| --------------------- | --------------------------- | ------------------------------------------------- |
| Szalai A. 10' (öngól) | (1–2) Jegyzőkönyv Részletek | 34' Varga B. 36' Orbán 67' Varga B. 89' Szalai A. |

| Rajko Mitić Stadion, Belgrád Nézőszám: 6,924 Játékvezető: Juan Martínez Munuera (spanyol) |

982. mérkőzés – felkészülési mérkőzés
| 2023. szeptember 10. 18:00 |

| Magyarország                                            | 1–1                         | Csehország                                       |
| ------------------------------------------------------- | --------------------------- | ------------------------------------------------ |
| Sallai 52' Kalmár 21' Orbán 51' Sallai 56' Kerkez 90+4' | (0–0) Jegyzőkönyv Részletek | 63' Jurečka 76' M. Sadílek 86' Provod 87' Kuchta |

| Puskás Aréna, Budapest Nézőszám: 54 444 Játékvezető: Igor Pajač (horvát) |

983. mérkőzés – 2024-es Eb-selejtező
| 2023. október 14. 20:45 |

| Magyarország                                                         | 2–1                         | Szerbia                                            |
| -------------------------------------------------------------------- | --------------------------- | -------------------------------------------------- |
| Varga B. 20' Sallai 34' Varga B. 77' Botka 90+3' Kalmár 90+3′, 90+7′ | (2–1) Jegyzőkönyv Részletek | 33' Pavlović 76' Milenković 90+7' Milinković-Savić |

| Puskás Aréna, Budapest Nézőszám: 58 215 Játékvezető: François Letexier (francia) |

984. mérkőzés – 2024-es Eb-selejtező
| 2023. október 17. 20:45 (21:45 UTC+3) |

| Litvánia                                                                   | 2–2                         | Magyarország                                                    |
| -------------------------------------------------------------------------- | --------------------------- | --------------------------------------------------------------- |
| Černych 20' Širvys 36' Lekiatas 42' Utkus 55' Kažukolovas 71' Lasickas 90' | (2–0) Jegyzőkönyv Részletek | 67' (11-esből) Szoboszlai 82' Varga B. 55' Szoboszlai 74' Fiola |

| S. Darius és S. Girėnas Stadion, Kaunas Nézőszám: 4000 Játékvezető: Juxhin Xhaja (albán) |

985. mérkőzés – 2024-es Eb-selejtező
| 2023. november 16. 18:00 (19:00 UTC+2) |

| Bulgária                                                                   | 2–2                         | Magyarország                                            |
| -------------------------------------------------------------------------- | --------------------------- | ------------------------------------------------------- |
| Delev 24' Deszpodov 79' (11-esből) Antonov 8′, 37′ Atanaszov 81' Kolev 86' | (1–1) Jegyzőkönyv Részletek | 10' Ádám 90+7' (öngól) Petkov 42' Botka 44′, 57′ Kerkez |

| Vaszil Levszki Nemzeti Stadion, Szófia Nézőszám: zárt kapuk mögött Játékvezető: Daniel Stefański (lengyel) |

986. mérkőzés – 2024-es Eb-selejtező
| 2023. november 19. 15:00 |

| Magyarország                                                                       | 3–1                         | Montenegró                                                                                  |
| ---------------------------------------------------------------------------------- | --------------------------- | ------------------------------------------------------------------------------------------- |
| Szoboszlai 66' 68' Nagy Á. 90+3' Szoboszlai 26' Gazdag 35' Dibusz 78' Nagy Zs. 86' | (0–1) Jegyzőkönyv Részletek | 36' Rubežić 13' Camaj 18' Savić 33' Rubežić 47' Vešović 70' Vujačić 88' Raičković 90+2' Kuč |

| Puskás Aréna, Budapest Nézőszám: 66 743 Játékvezető: Danny Makkelie (holland) |

| Előző év: 2022 | A magyar labdarúgó-válogatott mérkőzései 2023 | Következő év: 2024 |

## Statisztikák

### Gólok és figyelmeztetések
A magyar válogatott játékosainak góljai és figyelmeztetései a 2023-as évben.
Csak azokat a játékosokat tüntettük fel a táblázatban, akik legalább egy gólt szereztek, vagy figyelmeztetést kaptak.
Az Eb-selejtezőkön sorozatban a harmadik figyelmeztetés, valamint az ötödik és minden további figyelmeztetés automatikusan egy mérkőzéses eltiltást von maga után. (A sárga lapok nem vihetők át a pótselejtezőre, az Európa-bajnokságra, illetve más nemzetközi mérkőzésre.)
A játékosok vezetéknevének abc-sorrendjében.
| Mérkőzés   | Mérkőzés | Mérkőzés | Mérkőzés | Mérkőzés | Mérkőzés | HUN–EST 1–0  | HUN–BUL 3–0 | MNE–HUN 0–0 | HUN–LTU 2–0 | SRB–HUN 1–2     | HUN–CZE 1–1     | HUN–SRB 2–1                          | LTU–HUN 2–2     | BUL–HUN 2–2                          | HUN–MNE 3–1           |
| Mérkőzés   | Mérkőzés | Mérkőzés | Mérkőzés | Mérkőzés | Mérkőzés | felkészülési | Eb-sel.     | Eb-sel.     | Eb-sel.     | Eb-sel.         | felkészülési    | Eb-sel.                              | Eb-sel.         | Eb-sel.                              | Eb-sel.               |
| Játékos    | Gól      |          |          |          | KM       | 03. 23.      | 03. 27.     | 06. 17.     | 06. 20.     | 09. 07.         | 09. 10.         | 10. 14.                              | 10. 17.         | 11. 16.                              | 11. 19.               |
| ---------- | -------- | -------- | -------- | -------- | -------- | ------------ | ----------- | ----------- | ----------- | --------------- | --------------- | ------------------------------------ | --------------- | ------------------------------------ | --------------------- |
| Ádám       | 3        | 0        | 0        | 0        | 0        | Gól          | Gól         |             |             |                 |                 |                                      |                 | Gól                                  |                       |
| Botka      | 0        | 3        | 0        | 0        | 0        |              |             |             |             |                 | Sárga lap       | Sárga lap                            |                 | Sárga lap                            |                       |
| Csoboth    | 0        | 1        | 0        | 0        | 0        |              |             | Sárga lap   |             |                 |                 |                                      |                 |                                      |                       |
| Dibusz     | 0        | 1        | 0        | 0        | 0        |              |             |             |             |                 |                 |                                      |                 |                                      | Sárga lap             |
| Fiola      | 0        | 1        | 0        | 0        | 0        |              |             |             |             |                 |                 |                                      | Sárga lap       |                                      |                       |
| Gazdag     | 0        | 1        | 0        | 0        | 0        |              |             |             |             |                 |                 |                                      |                 |                                      | Sárga lap             |
| Kalmár     | 0        | 1        | 1        | 0        | 1        |              |             |             |             |                 | Sárga lap       | sárga lap · 2. sárga lap · kiállítva | X               |                                      |                       |
| Kerkez     | 0        | 1        | 1        | 0        | 1        |              |             |             |             |                 | Sárga lap       |                                      |                 | sárga lap · 2. sárga lap · kiállítva | X                     |
| Nagy Á.    | 1        | 0        | 0        | 0        | 0        |              |             |             |             |                 |                 |                                      |                 |                                      | Gól                   |
| Nagy Zs.   | 0        | 1        | 0        | 0        | 0        |              |             |             |             |                 |                 |                                      |                 |                                      | Sárga lap             |
| Orbán      | 1        | 2        | 0        | 0        | 0        |              |             |             | Sárga lap   | Gól             | Sárga lap       |                                      |                 |                                      |                       |
| Sallai     | 3        | 2        | 0        | 0        | 0        |              |             | Sárga lap   | Gól         |                 | Gól · Sárga lap | Gól                                  |                 |                                      |                       |
| Szalai A.  | 0        | 2        | 0        | 0        | 0        | Sárga lap    |             |             |             | Sárga lap       |                 |                                      |                 |                                      |                       |
| Szoboszlai | 4        | 4        | 0        | 0        | 0        | Sárga lap    | Gól         |             | Sárga lap   |                 |                 |                                      | gól · Sárga lap |                                      | Gól · Gól · Sárga lap |
| Varga B.   | 4        | 2        | 0        | 0        | 0        |              |             |             | Gól         | Gól · Sárga lap |                 | Gól · Sárga lap                      | Gól             |                                      |                       |
| Vécsei     | 1        | 0        | 0        | 0        | 0        |              | Gól         |             |             |                 |                 |                                      |                 |                                      |                       |
| ellenfél   | 1        | 0        | 0        | 0        | 0        |              |             |             |             |                 |                 |                                      |                 | öngól                                |                       |
| Összesen   | 18       | 22       | 2        | 0        | 2        |              |             |             |             |                 |                 |                                      |                 |                                      |                       |

Jelmagyarázat:  = szerzett gól;  = büntetőből szerzett gól (11-es);  = ellenfél által szerzett magyar gól (öngól);  = sárga lapos figyelmeztetés;  = egy mérkőzésen 2 sárga lap utáni azonnali kiállítás;  = piros lapos figyelmeztetés, azonnali kiállítás; X = eltiltás; KM = eltiltás miatt kihagyott mérkőzések száma